# Polskie Towarzystwo Rehabilitacji
Polskie Towarzystwo Rehabilitacji (skr. P.T.Reh.) – polskie towarzystwo naukowe z siedzibą w Katowicach, którego przedmiotem zainteresowania jest rehabilitacja.

## Historia
Organizacja powołana została do życia 31 marca 1989 na wniosek prof. Jana Romana Haftka, ówczesnego krajowego specjalistę ds. rehabilitacji, przez Krajowy Zespół Specjalistyczny ds. Rehabilitacji. Pierwszym prezesem zarządu był Jan Roman Haftek.

## Cele
Do celów statutowych towarzystwa należy pogłębienie wiedzy w zakresie nauk związanych z rehabilitacją, podnoszenie wiedzy profesjonalnej członków, współpraca z towarzystwami, instytucjami i organizacjami działającymi na rzecz rehabilitacji w kraju i za granicą, reprezentowanie polskiego środowiska rehabilitacyjnego w kraju i za granicą, krzewienie zasad humanistycznych w społeczeństwie, reprezentowanie w organizowanych przez Izby Lekarskie konkursach na stanowiska ordynatorów oddziałów rehabilitacyjnych, reprezentowanie w egzaminach specjalizacyjnych w zakresie rehabilitacji lekarzy i magistrów rehabilitacji, reprezentowanie środowiska przed władzami, ogłaszanie konkursów i przyznawanie nagród za prace naukowe i działalność organizacyjna, polegająca na organizacji zjazdów, sympozjów, kongresów, odczytów, wykładów, a także wydawanie naukowego czasopisma – Postępy Rehabilitacji.

## Organizacja
Towarzystwo ma piętnaście oddziałów terenowych w Polsce.
Organizacja składa się z członków honorowych, zwyczajnych i nadzwyczajnych, członków korespondentów oraz członków wspierających. Tytuł honorowy posiadają (w tym zmarli): prof. Wiktor Dega, doc. Janina Tomaszewska, prof. Kazimierz Szawłowski, prof. Kazimiera Milanowska, prof. Stanisław Grochmal, prof. Jan Roman Haftek, prof. Jerzy Kiwerski, prof. Stanisław Rudnicki, prof. Andrzej Skwarcz, dr n. med. Bogumił Przeździak, dr n. med. Leonard Januszko, dr n. med. Mieczysław Kowalski, prof. Aleksander Ronikier, prof. Andrzej Kwolek, dr Dobrochna Śniegocka, prof. Andrzej Seyfried, dr n. med. Maciej Czarnecki i prof. Ryszard Kinalski.